# USS Florida (BB-30)
Pour les autres navires du même nom, voir USS Florida.
L'USS Florida (BB-30) est le premier navire de la classe de  cuirassé dreadnought Florida de la Marine des États-Unis.